# Philodromus casseli
Philodromus casseli är en spindelart som beskrevs av Simon 1899. Philodromus casseli ingår i släktet Philodromus och familjen snabblöparspindlar.
Artens utbredningsområde är Mali. Inga underarter finns listade i Catalogue of Life.